# Crispín d'Olot
José Manuel Ramos Alonso (La Bañeza, 3 de enero de 1971), más conocido como Crispín d'Olot, es un juglar español que se dedica a la recuperación de la tradición oral y la difusión de la literatura medieval, renacentista y barroca en lenguas iberorromances, valiéndose de piezas folclóricas o literarias que transforma en canciones o declamaciones teatrales.

## Biografía
Cursó estudios de Filosofía y es diplomado en Divulgación Cultural por la UNED, vive en un pequeño pueblo llamado Matanza de la Sequeda. Se desconoce el motivo del seudónimo Crispín, el apellido d'Olot se debe a que fue en la localidad catalana de Olot donde se inició como juglar, algo propio de los juglares de época, los cuales solían añadir su lugar de procedencia a su nombre.

## Trayectoria
Inició su carrera artística a mediados de los años 90 en Barcelona. Experimentó la vida de juglar itinerante actuando en recreaciones de mercados medievales en España y Portugal. En los primeros años del siglo XXI, comienza a trascender fuera de los mercados medievales por medio de trabajos musicales y espectáculos juglarescos.
En el año 2009, participa en el programa-concurso Tú sí que vales de la cadena Telecinco, alcanzando el segundo puesto en su final y el cuarto puesto en la final de finales, gracias al trabalenguas anónimo ‘el loro, el moro, el mico y el señor de Puerto Rico’. La popularidad obtenida en televisión le llevó a ser imagen de la presentación de la Diputación de León de los actos conmemorativos del 1100 aniversario del Reino de León en Fitur 2010, así como pregonero del carnaval de La Bañeza de 2010 y a recibir el título de  ‘Magister Juglaris’ por la villa de Sahagún.
En el año 2012, participa en la edición especial de ‘Tú sí que vales’, que reúne a los mejores artistas de todas las ediciones celebradas hasta esa fecha, alcanzando la ronda final. Las participaciones en dicho concurso lo sitúan como un referente de la juglaría y la oralidad en lengua castellana, así mismo le proporcionan una cierta proyección en países latinoamericanos como: Colombia, México, Argentina, Costa Rica, Ecuador o Perú, en los que divulga la figura del juglar medieval europeo, la tradición oral española e instrumentos musicales de origen medieval como la zanfoña. Fuera del ámbito de países de habla hispana, es invitado al Quixote Festival en Carolina del Norte en dos ocasiones y a participar en el proyecto E.S.T.H.E.R. de recuperación de la cultura sefardita desarrollado por la Universidad de Verona.
En 2014 recibe el premio ‘Peyre Vidal’ otorgado por la Asociación de Narradores Tradicionales Leoneses y el premio iberoamericano ‘Maravilladores’ por su contribución al desarrollo de la cultura y su trayectoria en el arte del juglar.
En 2019 participa en la novena audición del concurso Got Talent 5 interpretando una fábula con un organistrum, cuyo sonido no gustó al jurado, logrando tan sólo el voto favorable de Dani Martínez, por lo que no obtiene el pase a las semifinales. También es elegido ‘Personaje Bañezano del Año 2019’ por expandir la cultura bañezana y española por el mundo.
En 2020 elabora la exposición ‘Las artes escénicas en el Camino de Santiago’ en colaboración con el Ayuntamiento de Sahagún. La muestra, dedicada a los distintos tipos de juglares medievales, se desarrolla entre el 18 de agosto de 2020 y el 15 de enero de 2021 en el Convento de San Francisco-Iglesia de La Peregrina de Sahagún. Así mismo, estrena junto con Vanesa Muela un espectáculo tributo a Joaquín Díaz.
En 2022 participa en eventos sobre obras relacionadas con la juglaría como la teatralización de la XII Lectura pública del Libro de Buen Amor en Hita o en la celebración del primer ‘Día del Camino del Cid’ en San Esteban de Gormaz con su espectáculo ‘En qué buena hora nació’. Además, encarna a un juglar medieval del Camino de Santiago en el capítulo cuatro de la segunda temporada del programa Rutas bizarras.

## Espectáculos
Las obras de Crispín d'Olot versan, principalmente, sobre la juglaría, la literatura o la tradición oral, en ellas cobra especial relevancia la oralidad, el dominio del lenguaje y la expresión teatral. Otro elemento fundamental es la música, con piezas literarias musicadas y la utilización de una gran variedad de instrumentos musicales.

## Discografía
Crispín d'Olot ha publicado cinco trabajos musicales que recopilan romances y otras piezas literarias. El primero en colaboración con la banda de folk The mountain Kids y los siguientes en solitario.
·        El lago de las damas, con "The mountain Kids" (2002)
·        ¡Viva lo único! (2005)
·        Versos y bardos, mester traigo fermoso (2012)
·        Cantos de zanfoña (2013)
·        Romances Para Don Quijote (2019)

## Radio y televisión
Además de los concursos Tú sí que vales y Got Talent 5 y el programa Rutas bizarras de RTVE, ha intervenido en el programa Crónicas marcianas en 1999, en 2012 protagoniza un capítulo de la serie ‘Origeniales’ de la Radio Televisión de Castilla y León y en 2015 un capítulo de la serie ‘Con la música a todas partes’ del mismo canal. Durante el año 2020 vuelve a protagonizar un par de programas de ‘Con la música a todas partes’: el 191, programa especial por el confinamiento debido al Covid19 y el 212 desde Sahagún con motivo de la exposición ‘Las artes escénicas en el Camino de Santiago’.
Con respecto al medio radiofónico, hizo varias colaboraciones en el programa ‘Atrévete’ de Cadena Dial en 2010, versificando la actualidad semanal más destacada. En 2020 participa en el podcast ‘Días extraños’ de Santiago Camacho y en el programa ‘Las piernas no son del cuerpo’ de Melodía FM divulgando la figura del juglar.